# Sinopoda sitkao
Sinopoda sitkao – gatunek pająka z rodziny spachaczowatych i podrodziny Heteropodinae.

## Taksonomia
Gatunek ten opisany został po raz pierwszy w 2012 roku przez Petera Jägera na łamach „Zootaxa”. Jako miejsce typowe wskazano Tham Doun Mai koło Muang Ngoi w laotańskiej prowincji Louang Namtha. Epitet gatunkowy oznacza po laotańsku „blada” i odnosi się do ubarwienia pająka.

## Morfologia
Jedyny zmierzony okaz jest samicą o ciele długości 15,6 mm przy prosomie długości 7,4 mm i szerokości 6,2 mm oraz opistosomie (odwłoku) długości 8,2 mm i szerokości 4,9 mm. U okazu przechowywanego w alkoholu karapaks jest żółtawobrązowy z rudobrązowym odcieniem na części głowowej, szczękoczułki są ciemnorudobrązowe, warga dolna i szczęki rudobrązowe, sternum bladożółtawobrązowe, odnóża żółtawobrązowe, a opistosoma szarawobrązowa z rudobrązowymi kądziołkami. Genitalia samicy mają tak szerokie jak długie pole epigynalne z jednym sensillum szczeliniastym i dwoma długimi pasmami przednimi. Płaty boczne wulwy są masywne, szersze niż u S. undata, zlane, na tylnej krawędzi słabo pośrodku wcięte. Bruzdy boczne mają przebieg podłużny. Wyrostki gruczołowe są znacznie krótsze niż u S. undata, niezakrzywione półkoliście, w tylnych częściach szersze niż w przednich. Spermateki są w tyle V-kształtnie rozbieżne. Przewody zapładniające są długie i blaszkowate.

## Rozprzestrzenienie
Pająk orientalny, endemiczny dla Laosu, znany tylko z lokalizacji typowej na terenie prowincji Louang Namtha. Odnaleziony w jaskini na wysokości 370 m n.p.m.